# Архітектура Латвії
Архітектура Латвії — будівельно-мистецькі традиції центрального регіону Балтії. Включає у себе також архітектуру Лівонії, традицію естонців, латгалів, земгалів, куршів. Архітектура Латвії та Естонії у добу Середньовіччя фактично створювалися у спільному просторі.

## Середовище
1180 — початок християнізації латвійського краю німецьким місіонером Мейнгардом із Бремена. Він заснував місію за 28 км від теперішньої Риги в Ікшкіле на Даугаві. 1185 року майстри з острова Готланд збудували тут першу помітну дерев'яну церкву з мурованою баштою, оточивши територію муром. Це були перші муровані споруди в східній Балтиці. 1186 року Мейнгард став першим єпископом Латвії.
1201 року засновано Ригу, спершу як ставку єпископа Альберта, а 1202 створено Орден меченосців. 1208 року значна територія Латвія була під контролем німців, а 1219 року північну частину завоював король Данії Вальдемар II. Вся територія Латвії і Естонії стала називатися Старою Лівонією, а північна частина називалася «герцогство Естляндія». У Лівонії створений дочірній орден — Лівонський, який згодом став самостійним і був суперником Ризького архієпископа. Містами володіли німці-католики, що й визначило розвиток архітектури й містобудування.
3 другої половини XIII Рига стала членом Ганзейського торговельного союзу міст, до якого входили в основному німецькі міста.

## Готика
Початковий етап розвитку латвійської архітектури XII–XIII століть — готичний. Ризькі укріплення — мури з баштами, що оточили місто на півострові, утвореному річками Даугавою і Рідзене, збудовано у 1208 році. Збереглася Порохова (Пісочна) кругла башта, збудована на початку XIV, перебудована 1515 року.
Готичні перші орденські замки, зокрема замок Ордену меченосців у Сігулді 1210 (завершено 1400). Замок магістра Лівонського ордену в Цесісі XIII–XVI має нерегулярний чотирикутний план з наріжними баштами — двома циліндричними й однією квадратною, а також наріжною капелою — перехідний тип від кастеля до конвенту.
Замок архієпископа в Турайде 1214 — XV століття. Належить до архаїчнішого типу. Розташований на горі, має нерегулярний план і циліндричний донжон як ключовий елемент системи фортифікації. 3 початку XIV провідним типом орденського замку стає кастель. Цей тип виник у Пруссії, поширився в Лівонії з кінця XIII і повністю домінував з XIV.
Розташовані довкола прямокутного чи квадратного двору прилеглі до зовнішніх мурів приміщення утворювали замкнутий комплекс — клаузуру. Класичним взірцем цього типу с замок магістра Лівонського ордену в Ризі, збудований 1330–1353 і перебудований 1490-i, завершений 1515. Це тип конвенту з наріжними баштами (дві великі циліндричні та дві малі квадратні) та клаузурою на три поверхи з підвалами, а також галереями по внутрішньому периметру.

### Сакральна готична архітектура
Перша мурована церква — в Ікшкіле, першої половини XIII. Тепер від неї лишилися руїни.
Домський собор Діви Марії з монастирем капітулу (вищого духовенства Лівонії) в Ризі засновано 1215, а завершено у XVI і XVIII. Основне будівництво припадає на другу половину XIII. Це готична тринефна базиліка з однією вежею по осі західного фасаду та квадратовим у плані клуатром.
Церква Іоана Хрестителя в Цесисі 1280-х pp. — середини XVI.
Церква Святого Симеона у Валмієрі 1283 р., перебудована в XIV–XV ст. — це тринефні храми з гранчастим (у першому храмі) та прямокутним пресвітерієм і вежею по осі західного фасаду.

### Ризька забудова
1293 затверджено Будівельний статут Риги, що сприяло мурованому будівництву й появі житлових і громадських будинків щипцевого типу. Мюнстерський зал у будинку Великої гільдії в Ризі зламу XIV–XV ст. з готичними нервюрними склепіннями, що спираються на ряд колон. Житлові будинки «Три брати» в Ризі, злам XV–XVI ст. (перебудова у XVIII ст.).

### Лівонська специфіка
Лівонська готика є цегляною, сформувалася під впливом німецької і за характером архітектурних форм і конструкцій належить до північної готики.
Найвище досягнення лівонської готики — церква Св. Петра в Ризі, що будувалася протягом XIII, XIV — середини XV ст. (Й. Румешоттел). Це тринефна базиліка з кільцевим деамбулаторієм та вінцем капел і вежею по осі західного фасаду.
Інші храми Риги:
- костел Св. Якова, 1225 р. — початок XVI ст. (маленька тринефна базиліка з вежею);
- церква Іоана Хрестителя 1330-i pp. — злам XV–XVI ст. — однонефний зальний храм з внутрішніми контрфорсами й високим щипцевим дахом.

У XV вежі ризьких церков вінчалися шпилями й сягали висоти до 140 м.

## Ренесанс

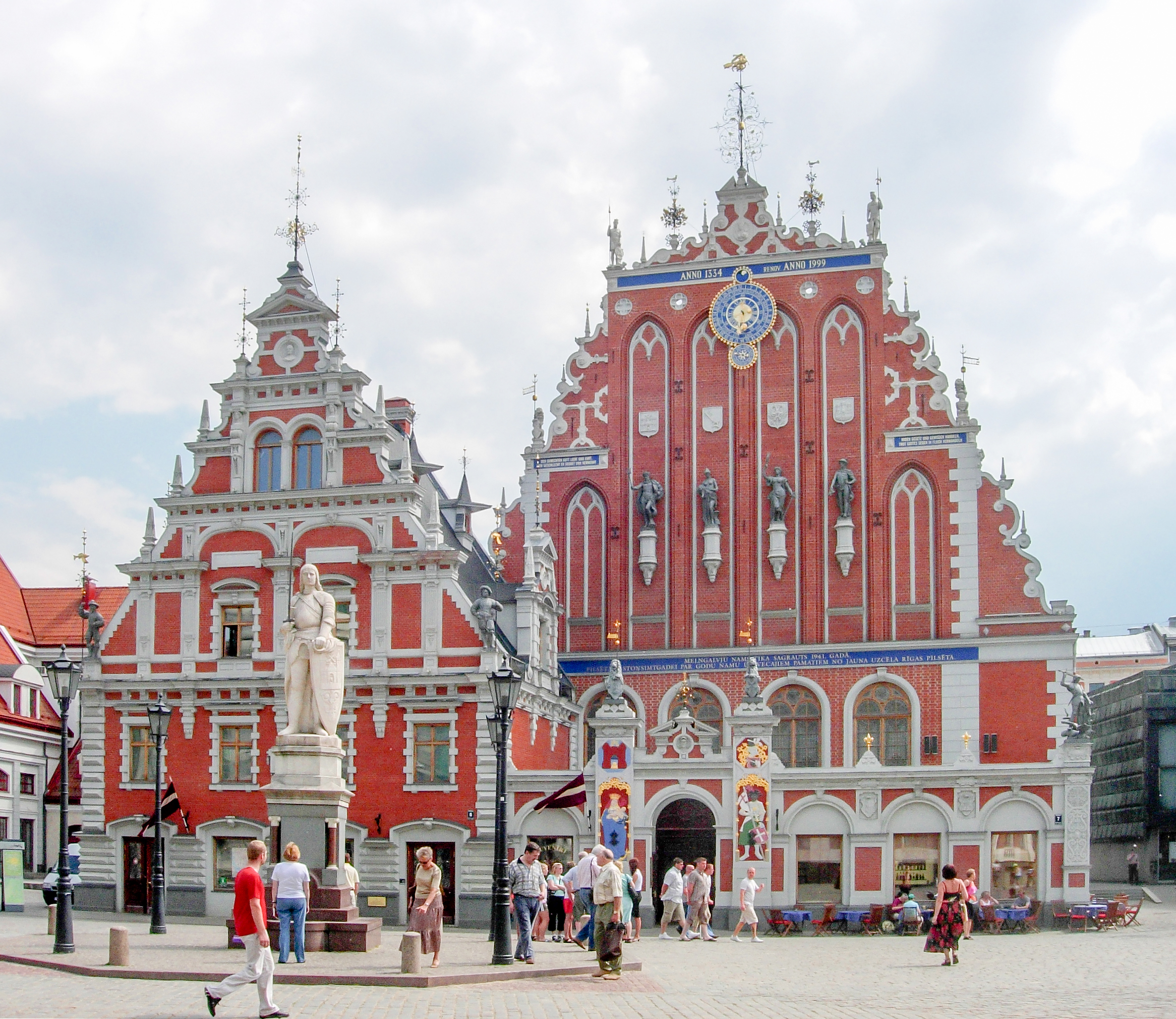
Будівля Братства чорноголових

Для архітектури Латвії характерні дуже слабкі ренесансні впливи, що зумовлено Лівонськими війнами XVI–XVII ст., які призвели до спустошення краю та занепаду архітектури. У цей час збудовано бастіонні укріплення Риги та будинок братства Чорноголових на Ратушній площі у Ризі, близький до північного маньєризму (не зберігся, відтворений наприкінці XX).

## Бароко

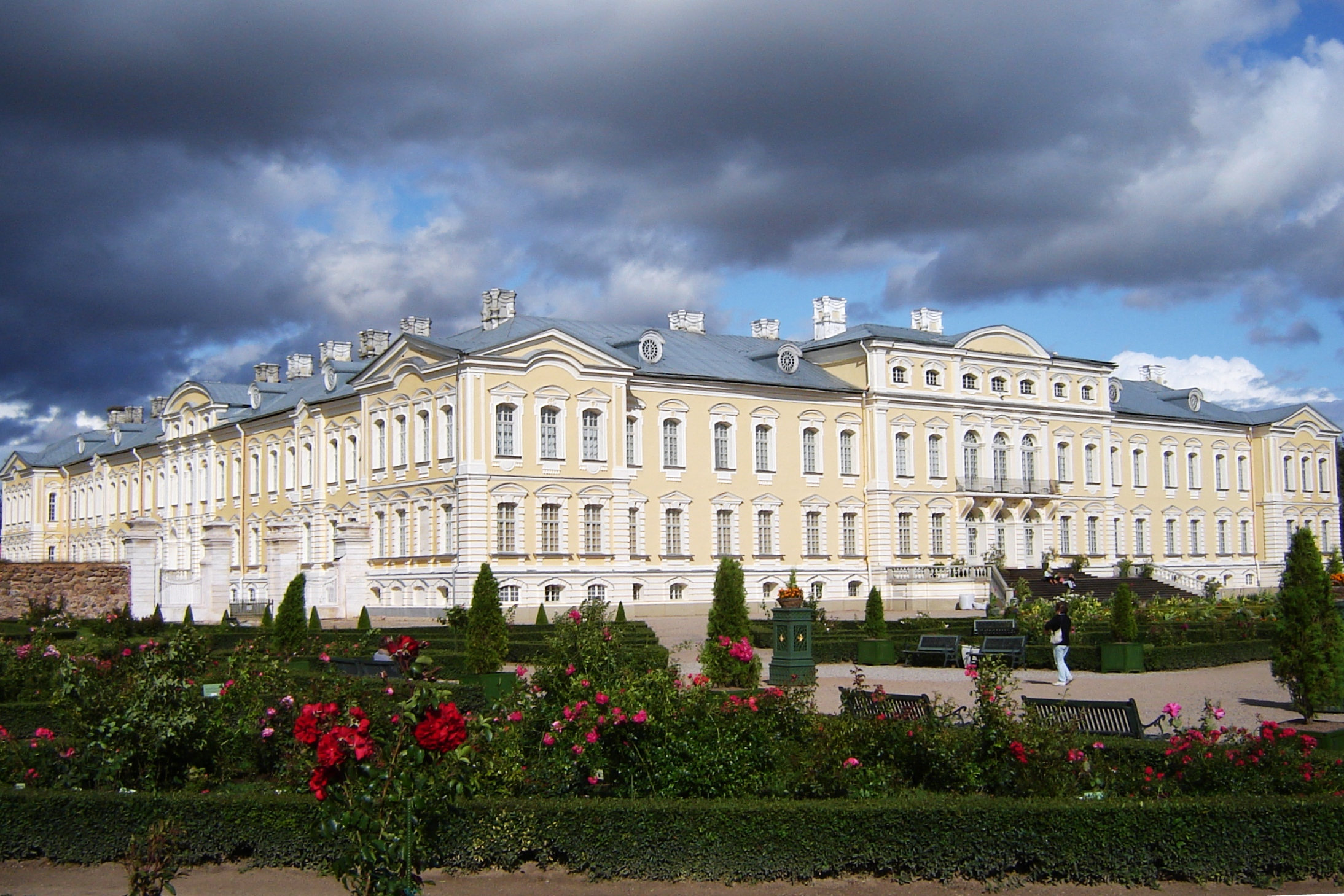
Рундальський палац, архітектор Вартоломей Растреллі

Бароко було чуже Латвії аж до 1670-х років. Риси бароко проявилися в забудові Риги, зокрема у надбудові вежі церкви Святого Петра в Ризі — багатоярусне вінчання вежі барокових форм, 1671–1692.
Та ж стилістика властива бюргерським будинкам і складам амбарам у Ризі кінця XVII, зокрема будинку Даннерштерна (1694–1698). Але фасадна пластика ще дуже стримана і схематична.
Рундальський палац збудовано за архаїчною схемою «двору», розкритого в бік під'їзду парадною брамою. До центрального ризаліту паркового фасаду, перед яким був створений невеликий «французький» сад, сходилися п'ять широких лісових просік, що дало змогу включити в палацову композицію навколишні ліси.
Більш динамічний напрям пізнього бароко представляють Академія в Єлгаві 1773–1775 i костел у Краславі 1755–1767.

## Класицизм
Наприкінці XVIII більша частина Латвії анексована Московією. Почалася уніфікація забудови міст з домінуванням строгих ордерних форм. Виник так званий «Бюргерський класицизм» зі строго осьовими композиціями фасадів. Зразками цього є заміські палаци в регіоні Курземе.
Найвизначніші пам'ятки доби: військовий шпиталь у Ризі 1830–1833, архітектор А. Штауберт; Арсенал-пакгауз в Ризі 1828–1830 і фортеця в Даугавпілсі 1810-1830-х.

## Ризький історизм
Ризький історизм з домінуванням неороманіки й неоготики показав себе у забудові Ризького середмістя після ліквідації у 1857–1863 рр. міських укріплень. 1862 відкрито Ризький політехнікум, де готували архітекторів.
Основні пам'ятки Риги доби історизму: Біржа 1852–1855, архітектор Г. Босеє; Міський театр 1860–1863, архітектор Л.Бонштедт (неокласицизм); Художній музей 1903–1905, архітектор Нойман (неоготика).

## Модерн
Ризький модерн цілком своєрідний, створювався під впливом фінського національно-романтичного напряму модерну; вплинули також німецький «югендстиль», австрійська «сецесія» і меншою мірою модерн Петербурга. Найцікавіше явище доби — прибуткові будинки історичного центру Риги кінця XIX — перших двох десятиліть XX ст., особливо комплекс забудови вулиці Гайля 1903–1906, архітектор Ейзенштейн (батько російського кінорежисера).